# Собор Святого Георгия (Ченнаи)
Собор Святого Георгия (англ. St. George’s Cathedral) — протестантский храм в городе Ченнаи в Индии, кафедральный собор Церкви Южной Индии (ранее «Церковь Англии» или «Англиканская»). Был открыт 30 апреля 1815 года. Собор занимает важное место в истории христианства в Индии, поскольку в нём была официально учреждена Церковь Южной Индии 27 сентября 1947 года. В этот день собор был окружен скоплением людей, и большой пандал снаружи вмещал свыше 2 000 человек. Это событие ознаменовало разрушение духовных барьеров между протестантами различных направлений.

Отличительными особенностями архитектуры собора святого Георгия являются его высокий шпиль, колонны, мраморные статуи, стенные фрески и мемориальные таблички внутри. Этот собор — величественный памятник архитектуры Индии. Губернаторы форта святого Георгия и их семьи, а также вице-короли, когда они посещали Мадрас, молились здесь.

## История
Храм был открыт в 1815 году. Утверждают, что церковь была достроена самими людьми с помощью лотерейного фонда. Он обошелся в 41 709 пагод, а вместе с мебелью, органом и вознаграждением архитектора за работу стоимость его возросла до 57 225 пагод. 1 пагода была эквивалентом 3.50 индийских рупий.

Главный инженер британской Ост-Индской компании полковник Дж. Л.Колдвэлл спроектировал церковь, а его помощник, капитан Де Хавилланд завершил строительство. Место для строительства с выгодным расположением называлось долина Чоултри. Хотя начальник службы военных капелланов проводил богослужения с 1815 года, только 6 января 1816 первый англиканский архиепископ Калькутты, его Высокопреподобие Томас Фаншоу Миддлтон освятил церковь для «службы Богу в соответствии с обычаями Церкви Англии».

## Конгрегация
С 1815 года церковь значительно выросла во многих отношениях. Юго-восточная часть территории Собора была отведена под кладбище. Первые похороны, которые прошли на нём, были похороны жены Де Хавилланда. Ограждение кладбища состояло из военных регалий, среди которых были мушкеты и штыки, захваченные британскими вооруженными силами в битве при Серингапатаме в 1799 году. Директора британской Ост-Индской компании преподнесли башенные часы попечителям в 1828. Эти башенные часы были установлены на трех сторонах колокольни храма, высота которой составляла 149 футов. Звонница была достроена в 1832 году. Престол для алтаря был пожертвован Мисс Де Ла Фонд. Колокола и механизм курантов были приобретены на пожертвования мистера Банбури и преподобного Томаса Фоулкса соответственно. Медный алтарный крест был пожертвован начальником медицинской службы Корнишем. Проповедническая кафедра была памятным подношением друзей архидиакону Уорлоу. Епископский престол был даром от Ф. Е. Книл. Скамейка для ектении и скамьи для клира были вырезаны из дерева В. С. Уайтсайдом из гражданской службы Мадраса. Золотая чаша и дискос для Святого Причастия были пожертвованы подполковником Гербертом Сен-Клером Каррутером в 1908 году. Они весили 3 фунта и 7 унций (1,6 кг) золота 750 пробы. На чаше было украшение из алмазов в форме креста. Ограждение алтаря было возведено П.Орром и его сыновьями в память Эдварда Уильяма Орра, члена хора, который умер в 1913 году. Мраморная купель для крещения была даром прихожан.

## Собор
Собор св. Георгия стал знаменит как собор Мадраса в 1835 году. Запрестольный образ изображает воскресение Иисуса Христа в виде алебастровой скульптуры, над которой находится статуя св. Георгия из чёрного мрамора, святого покровителя Англии, в честь которого названа церковь. Позже алтарь был удлинен за счет полукруглой апсиды радиусом в десять футов. Ризница и придел Богоматери были также добавлены позже. В 1884 году попечители заменили крышу нефа из штукатурки на крышу из тикового дерева и покрыли её отделкой в технике папье-маше.

## Мемориалы, фрески и статуи
У левого входа в собор находится статуя его высокопреподобия Даниеля Корри, первого епископа Мадраса (1835—1837). Являвшийся сотрудником многих школ, он изображен с открытой Библией в священническом облачении и с золотой кисточкой с головного убора студента, благословляющий индийского мальчика в набедренной повязке. У главного входа находится барельеф его Высокопреподобия Томаса Дилтри, епископа Мадраса (1849—1861). Тот, кто рукоположил 151 священника, изображен благословляющим двух молодых священников, преподобного Лугарда и преподобного Мёрфи, во время визита его сына архидиакона Дилтри. У входа в придел Богородицы находится бюст его Высокопреподобия Фредерика Джелла, епископа Мадраса (1861—1899). Рядом — горельефная статуя Реджинальда Гебера около часовни с алтарем.
В соборе есть мемориальная табличка в память о первом индийском епископе Мадраса, его Высокопреподобии Дэвиде Челлаппа (1955—1964), установленная прихожанами собора св. Георгия. Посвящение в сан Дэвида Челлаппа, как первого индийского епископа в Мадрасе в 1955 году, было важным событием для собора. Два других мемориала в честь индийцев — это мемориал в честь Девана Бахадура Н. Субрахманьяма (1841—1911), главного управляющего Мадраса, который основал больницу в Кальяни и пожертвовал капитал на её содержание, и доктора Р. Д. Паула, который умер в 1975 году, после «долгого и преданного служения церкви, государству и обществу».